# Domenico Vecchioni
Domenico Vecchioni (né le 10 juillet 1945 à Atri) est un diplomate, un historien et un essayiste italien.

## Biographie
Domenico Vecchioni a servi au Havre (consulat), Buenos Aires (ambassade), à Bruxelles (OTAN) et à Strasbourg (Conseil de l'Europe). Au ministère des Affaires étrangères (Farnesina), il a été chef du secrétariat de la direction générale des relations culturelles et de la direction générale du personnel. Chef du bureau recherches, études et planification (RSP), il a été ensuite nommé Inspecteur des bureaux de la Farnesina à l'étranger. Consul général d'Italie à Madrid et à Nice, Représentant Permanent Adjoint auprès du Conseil de l'Europe a Strasbourg, de 2005 à 2009 il a été ambassadeur d'Italie à Cuba.
Historien et essayiste, il a collaboré à des revues de politique internationale (Rivista di Studi Politici Internazionali, Rivista Marittima), d'histoire (Storia Illustrata, BBC History/Italia), d'espionnage (Gnosis, Intelligence e Storia Top Secret, History SPIE), de gėopolitique ("Tempi di guerra") etc. 
S'intéressant aux biographies de personnages célèbres, il s'est concentré plus récemment sur l'histoire mondiale de l'espionnage, avec une référence particulière aux agents secrets de la Deuxième Guerre mondiale. En septembre 2009, il a publié I Signori della Truffa, une incursion dans le monde des arnaques et des imposteurs. En 2010, avec Tiranni e Dittatori, il retrace les manies, les délires et les crimes des dictateurs plus "singuliers" du XXe siècle. Il est l'auteur d'une trentaine de biographies de personnages de l'histoire et de la politique internationale. Il a été directeur des collections "Ingrandimenti" et "Affari Esteri" auprès de Greco e Greco editori, Milan. Il collabore avec BBC History/Italia et conoscerelastoria.it. A present il ecrit pour les editeurs Rusconi libri e Diarkos.

## Publications
- Il Canale di Beagle. Argentina e Cile a confronto Eura Press (1986)
- Le Falkland-Malvine. Storia di un conflitto Eura Press (1987)
- La Flotta Tudor 1485-1603. Nascita della potenza marinara inglese Eura Press (1988)
- Evita Peron. La madonna dei descamisados. Préface de Sergio Romano, Eura Press (1989; 1995)
- Birger Dahlerus. L'ultimo tentativo di impedire la seconda guerra mondiale. Eura Press (1992)
- Raoul Wallenberg. L'uomo che salvò centomila ebrei. Préface de Giovanni Spadolini, Eura Press (1994)
- Victor Kravchenko. L'uomo che scelse la libertà. Eura Press (1996)
- Spie e spy stories della seconda guerra mondiale. Eura Press (2000)
- Cynthia. La spia che cambiò il corso della seconda guerra mondiale. Préface de Francesco Cossiga, Eura Press (2002)
- Spie della seconda guerra mondiale. Olimpia Editoriale (2004)
- Le spie del fascismo. Uomini, apparati e operazioni di intelligence nell'Italia del Duce. Olimpia (2005)
- Spie. Storia degli 007 dall'antichità all'era moderna. Préface de Francesco Sidoti, Olimpia (2007)
- Spie. Storia degli 007 dall'era moderna a oggi. Olimpia (2008)
- I Signori della Truffa. Olimpia (2009)
- Tiranni e Dittatori. Volti, manie, deliri e crimini del potere assoluto. da Bokassa al dispotismo irreale di Shwe. Olimpia (2010).
- Evita Peron.Il cuore dell'Argentina. Edizioni Anordest (2011).
- Raul Castro. Greco e Greco editori (2011)[1]
- La follia al potere. Storie di satrapi e tiranni dell XX secolo. Ginevra Bentivolgio/EditoriA (2012)
- Richard Sorge.La più grande spia del XX secolo. Ingrandimenti. Greco e Greco editori (2012)
- Chi ha assassinato Rasputin? Vita, sesso e miracoli del Diavolo Santo. Ginevra Bentivoglio editore (2012)
- Pol Pot, l'assassino sorridente .Ingrandimenti. Greco e Greco editori (2013)
- Kim Philby.Il terzo uomo. Ingrandimenti. Greco e Greco editori (2013)
- Felix Kersten. Il medico di Heinrich Himmler. Ingrandimenti. Greco e Greco editori (2014)
- Ana Belén Montes.La spia americana di Fidel Castro. Ingrandimenti. Greco e Greco editori (2014)
- La saga dei 3 kim. La prima dinastia comunista della Storia.Ingrandimenti. Greco e Greco editori (2014)
- Storia degli agenti segreti. Dallo Spionaggio all'Intelligence. Ingrandimenti. Greco e Greco editori, 2015
- Garbo, la spia che rese possibile lo sbarco in Normandia. Ingrandimenti. Greco e Greco editori (2016)
- 20 destini straordinari del XX secolo. Greco e Greco editori (Milano, 2017)
- Saddam Hussein. Sangue e Terrore a Bagdad. Greco e Greco editori (Milano,2017)
- Operazione Cicero. La spy-story più intrigante della Seconda guerra mondiale. Ingrandimenti. Greco e Greco editori (2018)
- Le dieci operazioni segrete che hanno cambiato la Seconda guerra mondiale. Edizioni del Capricorno, Torino, 2018
- Le dieci spie donna che hanno cambiato la storia. Edizioni del Capricorno, Torino, 2019
- Le Spie del Duce. Edizioni del Capricorno, Torino, 2020
- Eventi e personaggi straordinari della 2a guerra mondiale. Mazzanti Libri, Venezia, 2020
- I grandi traditori, Mazzanti libri, Venezia, 2021
- Storie insolite della 2a guerra mondiale. Rusconi Libri, Rimini, 2020
- I Signori della Truffa. Inganni e raggiri che hanno fatto epoca, Diarkos 2021
- I mistreri della Storia . Tanti enigmi risolti e irrisolti, Rusconi Libri, Rimini, 2021
- Pablo Escobar. Vita, amori e morte del re della cocaina, Diarkos, 2022
- Legione straniera.Storia, regole e personaggi, Diarkos, 2022
- Suez. Il Canale che ha cambiato la geografia del mondo, Rusconi Libri, 2023
- Lo sbarco in Normandia. D-Day, il giorno più lungo, Diarkos, 2023
- Mercenari, il mestiere delle armi. Dall'antica Grecia al gruppo Wagner, Diarkos, 2024
- I grandi tradimenti della storia, Rusconi libri, 2024

## Crédit d'auteurs
- Cet article est partiellement ou en totalité issu de l'article intitulé « Domenico Vecchioni » de la Wikipédia en italien (voir la liste des auteurs sur la page de discussion de l'article).